# Franco Battaini
Franco Battaini (né le 22 juillet 1972 à Brescia, en Lombardie) est un pilote de vitesse moto italien. 

## Biographie
Franco Battani a disputé 145 grands prix en championnat du monde, sans toutefois remporter la moindre course. Il a remporté 4 fois le titre de meilleur pilote « privé » en catégorie 250cm3. Son meilleur classement final est une 6e place, acquise en 2003 et 2004.
En 2006, Franco participe au championnat du monde Superbike au guidon d'une Kawasaki du team Bertocchi (4 courses). Il prend part également à quelques courses du championnat du monde de vitesse dans la catégorie 250cm3 avec son ancienne équipe, le Team Campetella Racing.
Il termine sa carrière l'année suivante en participant au championnat italien 600 Supersport au guidon d'une Yamaha R6 du team TNT Racing.

## Carrière en grand prix
| Année | Cat.    | Équipe                      | Moto    | GP | Vict. | Podiums | Poles | Mtour | Pts | Position |
| ----- | ------- | --------------------------- | ------- | -- | ----- | ------- | ----- | ----- | --- | -------- |
| 1997  | 250 cm³ |                             | Yamaha  | 14 | 0     | 0       | 0     | 0     | 44  | 14e      |
| 1998  | 250 cm³ |                             | Yamaha  | 10 | 0     | 0       | 0     | 0     | 34  | 18e      |
| 1999  | 250 cm³ | Team FGF-Aprilia            | Aprilia | 16 | 0     | 2       | 1     | 0     | 121 | 8e       |
| 2000  | 250 cm³ | Team Battaini Aprilia       | Aprilia | 15 | 0     | 0       | 0     | 0     | 96  | 8e       |
| 2001  | 250 cm³ | Team Battaini Aprilia       | Aprilia | 16 | 0     | 0       | 0     | 0     | 75  | 10e      |
| 2002  | 250 cm³ | Imola Circuit - Exalt Cycle | Aprilia | 16 | 0     | 2       | 3     | 0     | 142 | 6e       |
| 2003  | 250 cm³ | Team Campetella Racing      | Aprilia | 16 | 0     | 3       | 0     | 0     | 148 | 6e       |
| 2004  | 250 cm³ | Team Campetella Racing      | Aprilia | 16 | 0     | 0       | 0     | 0     | 96  | 10e      |
| 2005  | MotoGP  | Team Blata WCM              | Blata   | 17 | 0     | 0       | 0     | 0     | 7   | 22e      |
| 2006  | 250 cm³ | Team Campetella Racing      | Aprilia | 5  | 0     | 0       | 0     | 0     | 7   | 26e      |